# アートゥロ・ロドリゲス
アートゥロ・ロドリゲス（Arturo "El Mono" (The Monkey) J. Rodríguez Jurado、1907年5月26日 - 1982年11月22日）は、アルゼンチンのボクシング選手である。1924年パリオリンピックと1928年アムステルダムオリンピックに出場した。
1924年にはライトヘビー級に出場し、1回戦でデンマークのセーレン・ピーターセンに敗れて敗退した。
4年後、ロドリゲスは決勝でスウェーデンのニールス・ラムを破ってヘビー級の金メダルを獲得した。